# Winkel (Allstedt)
Winkel è una frazione tedesca di 327 abitanti del comune di Allstedt, situata nel land della Sassonia-Anhalt.
Fino al 31 agosto 2010 ha costituito un comune autonomo.